# 島村渡船

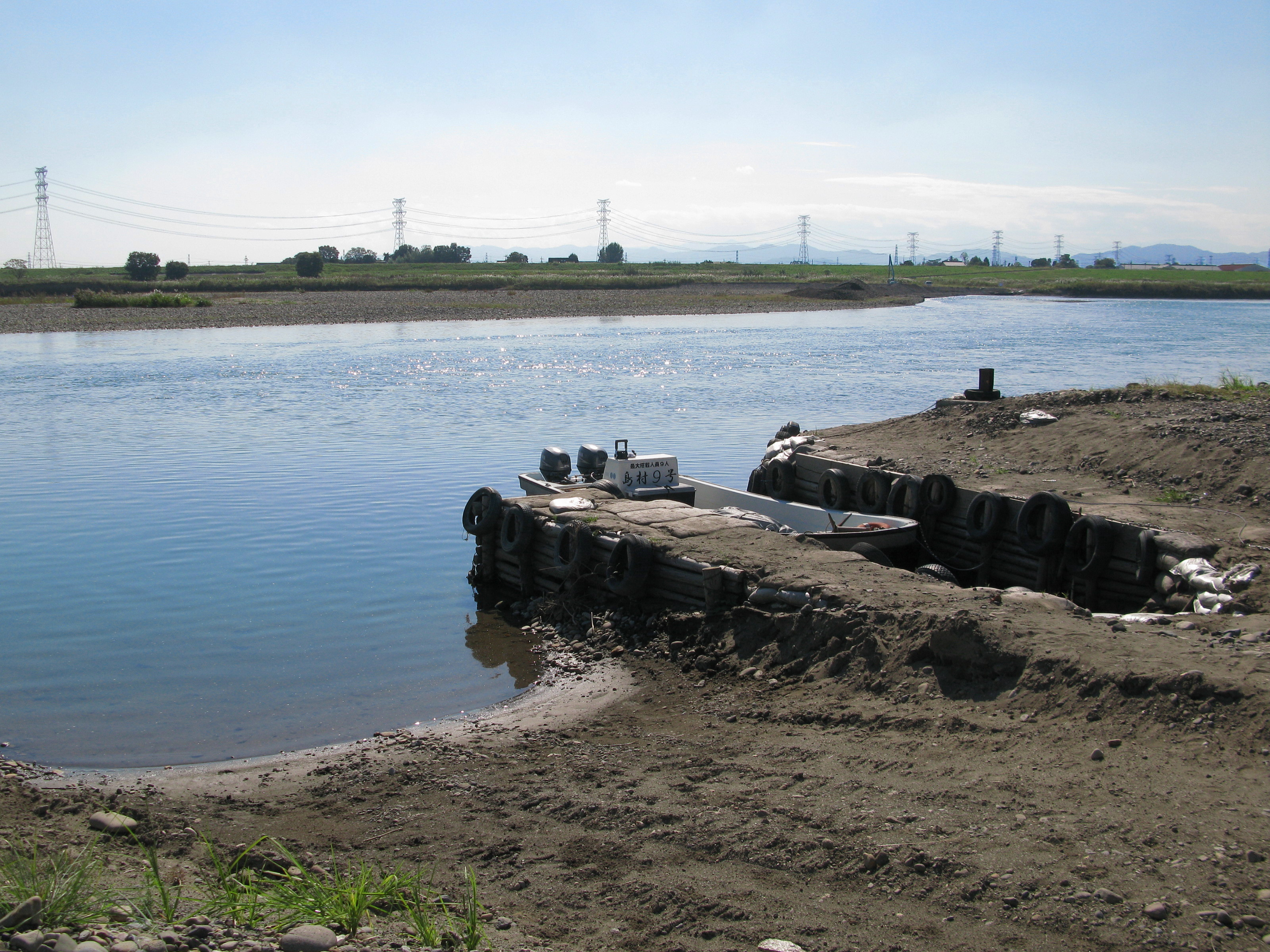
島村渡船（左岸）

島村渡船（しまむらとせん）は利根川によって分断されている群馬県伊勢崎市境島村内を結んでいた渡船。約400メートルの航路を5分ほどで渡していた。
伊勢崎市の市道の一部として（18年度以降は春から秋のみ）無料で運航されていた。しかし、2019年の令和元年東日本台風で船着き場等の設備が被害を受けて休航となり、そのまま2022年4月に廃止された。

## 運航

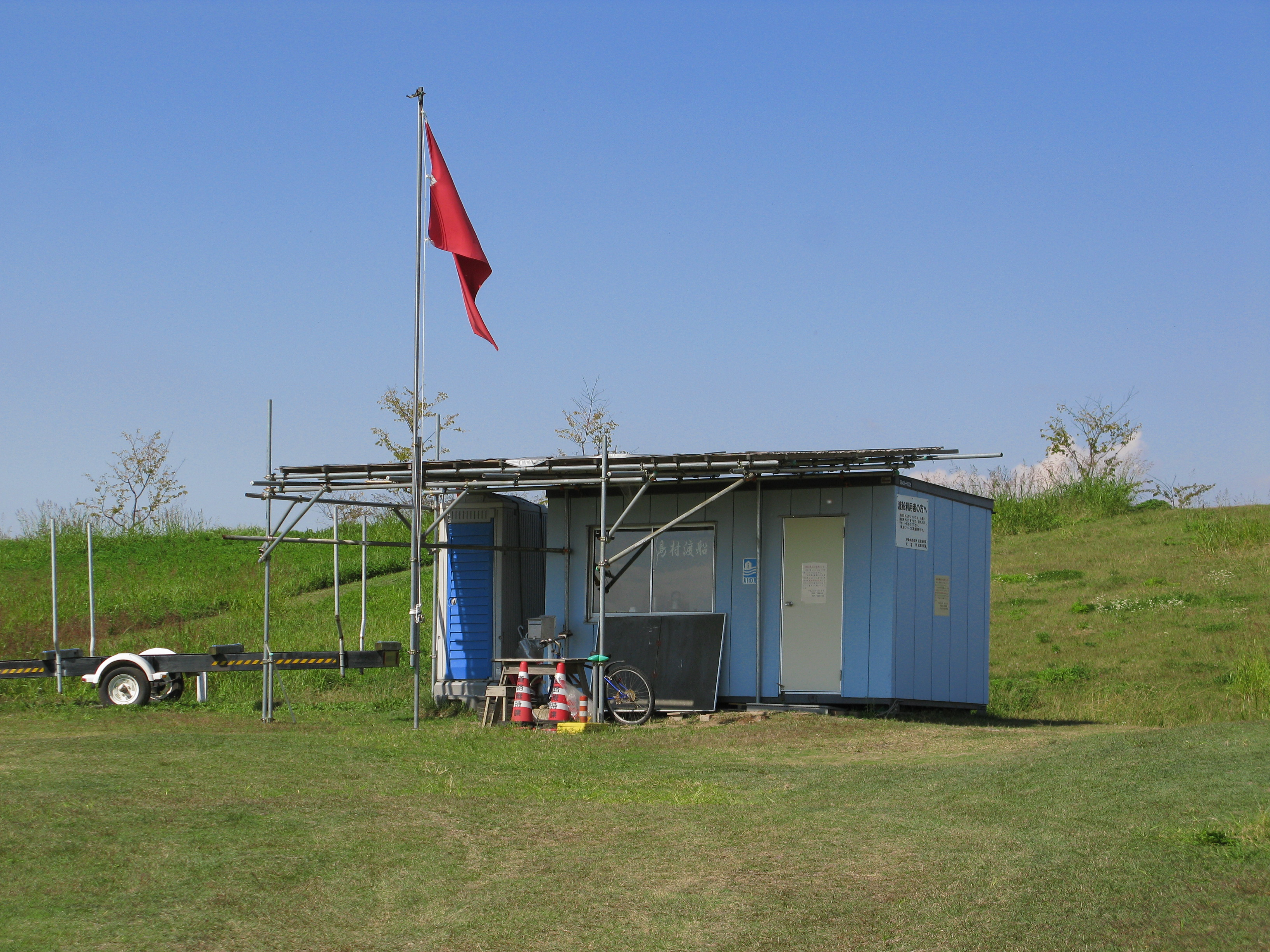
渡船小屋（左岸）

伊勢崎市境島村は、河川改修などによる流路変更によって地内の真ん中を利根川が貫流しており、付近に橋がないことから住民の交通の便のために運航されてきた。市道の一部のため運賃は無料であった。1960年代半ばに境町立南中学校（現伊勢崎市立境南中学校）への統合によりバス通学になるまで90年以上主に通学に利用されていた。
伊勢崎市では2019年に生活道路の一部として利用されていないことを確認し、2021年に市民1000人にアンケート調査を行ったところ渡船ではなくイベントなどでの遊覧運航を希望する回答が47.7％で最も多かった。

### 船舶
下流側で運航されている赤岩渡船ほどは利用者は多くはなく船もより小型であった。使用されていた船は川舟タイプの船で、エンジンも装備されており基本的にはエンジンを使って進むが、船着場付近では櫂を使用していた。1990年にエンジン付きの船となった。

### 運航時間
- 午前8時30分 - 午後5時（随時運航）
- 昼休み（12時 - 13時）および河川の増水や風速8 m以上の強風など運航に支障きたす場合は欠航となる。欠航の場合、「渡船小屋」の写真のように赤旗が上がる。

### 島村渡船フェスタ
毎年5月の第3日曜日には「島村渡船フェスタ」が開催された。

## 歴史

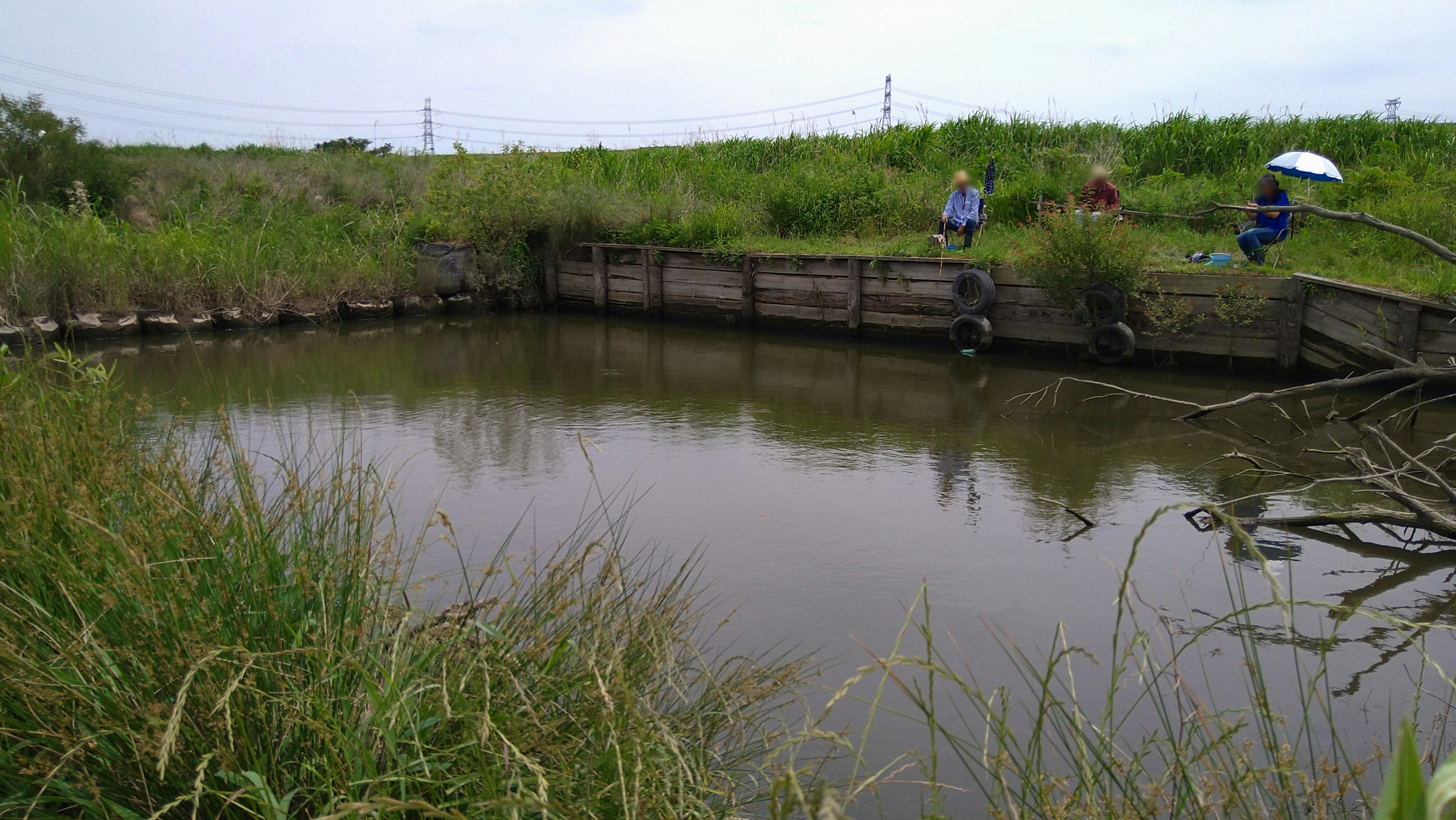
廃止後の島村渡船船着き場跡（右岸）

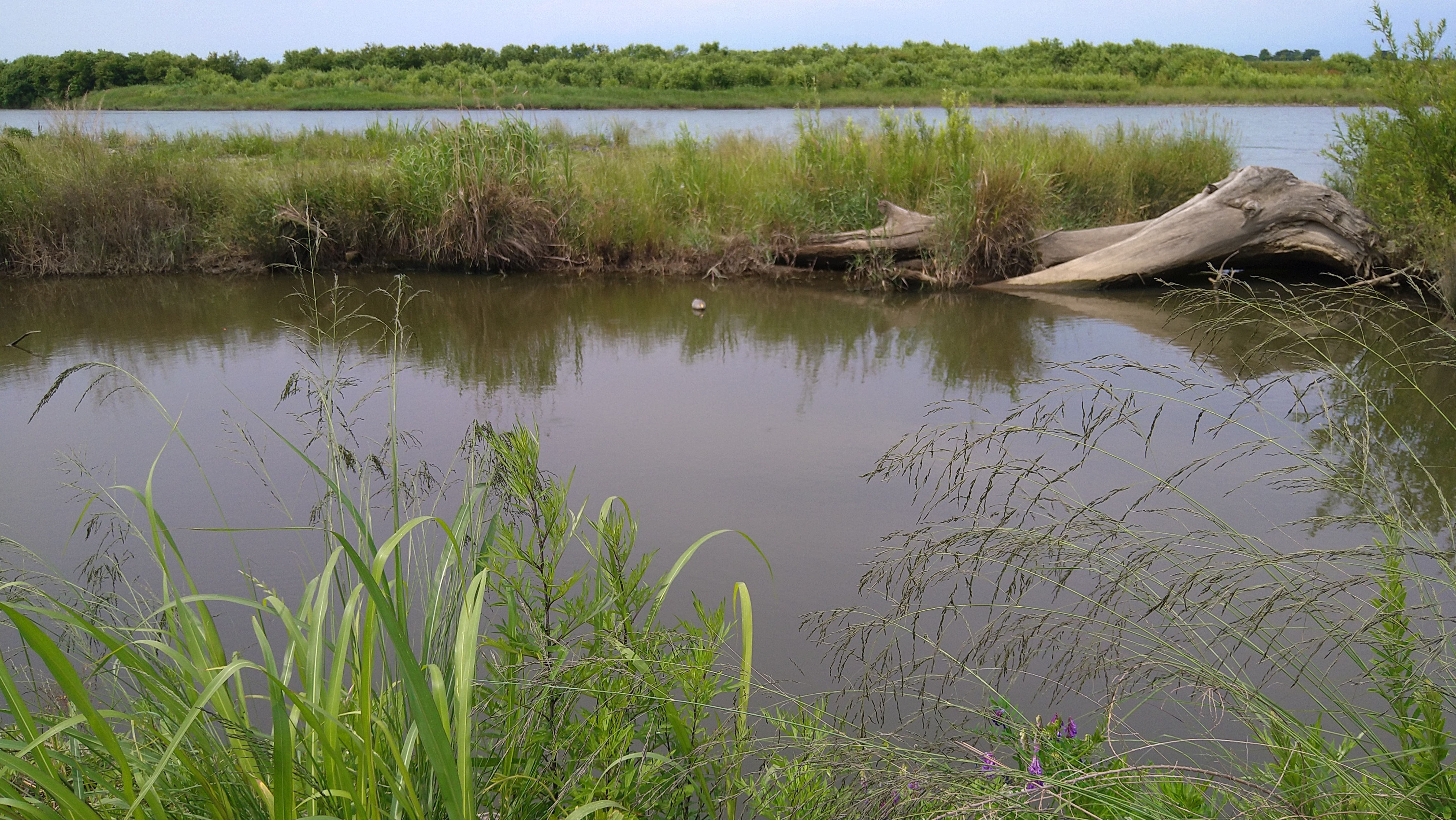
流木が航路を塞いだ船船着き場跡（右岸）

島村渡船は江戸時代中期に始まったとされている。明治半ばには島村村営の竿漕ぎの渡し舟だった（境町史）。
1951年（昭和26年）に県道（群馬県道295号新地今泉線）の一部となり、1955年（昭和30年）からは県の委託を受けた旧境町（現伊勢崎市）が運航していた。2012年（平成24年）4月1日に当該区間が県道から伊勢崎市道に移管されたため、渡船も運営主体が伊勢崎市に替わった。
2011年（平成23年）の台風6・12・15号の影響で河床が浅くなり欠航したが、航路改修を終え3月25日に運航を再開した。2014年（平成26年）には田島弥平旧宅の世界文化遺産登録により年間利用者が約1万人となり観光利用が期待されていた。
しかし、2015年（平成27年）9月の大雨による利根川の増水により、船着き場が被害を受けて再び休航となった。2016年（平成28年）5月15日の島村渡船フェスタ開催日より運航を再開。2016年の復旧費は4500万円で年間利用者も1600人にとどまった。
冬場は強風などで運航できないことが多いため2018年度以降は春から秋のみ運航となっていた。
2019年（令和元年）10月の台風19号（令和元年東日本台風）により、再び船着き場や航路が被害を受けたため、2020年度以降は休航。2022年（令和4年）3月の定例市議会の採決を経て同年4月に廃止された。